# Palacio de la Torre

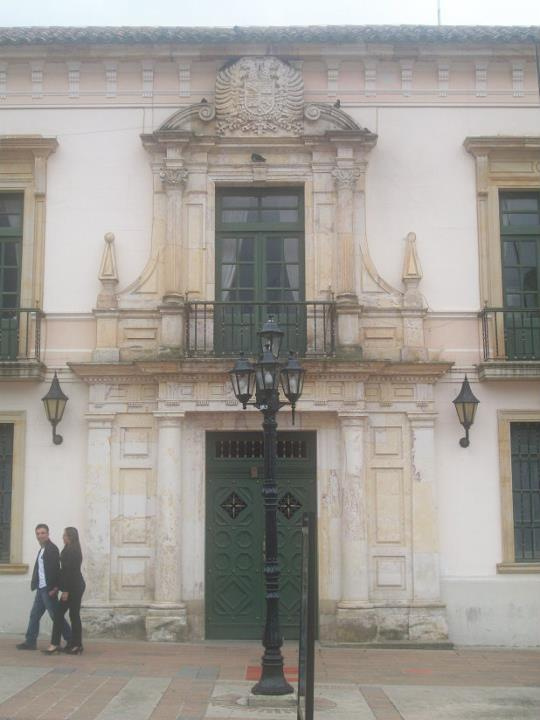
Detalhes do pórtico central.

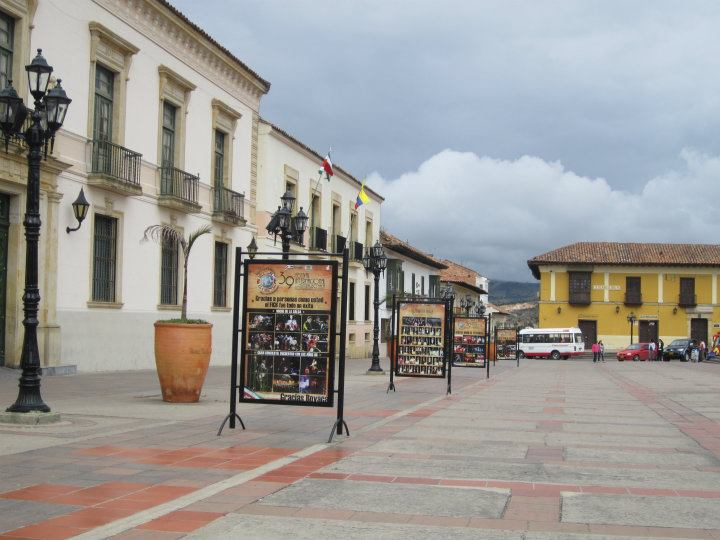
O palácio.

A Casa del Capitán Gómez de Cifuentes mais conhecida como Palacio de la Torre (em português: Palácio da Torre) é uma mansão colonial neoclássica do centro da cidade de Tunja, declarada patrimônio nacional da Colômbia. Atualmente o monumento é a sede do governo referente ao departamento de Boyacá

## História
A mansão é uma das principais obras  arquitetônicas da cidade. Conservada intacta até 1939, foi remodelada ao estilo neoclássico republicano com aspectos franceses, mas se conservaram algumas colunas toscanas. Na qualidade de museu, a obra salvaguarda as telas que representam os 13 presidentes boyacenses e os 88 governadores departamentais.